# Rocquigny (Ardenas)
 Rocquigny  es una población y comuna francesa, en la región de Champaña-Ardenas, departamento de Ardenas, en el distrito de Rethel y cantón de Chaumont-Porcien.
Está integrada en la Communauté de communes des Crêtes Préardennaises.

## Demografía
| 1 188 | 1 299 | 1 305 | 1 338 | 1 400 | 1 444 | 1 416 | 1 377 | lac. | lac. | 1 228 | 1 158 | 1 129 | 1 063 | 1 036 | 1 004 | 962 | 934 | 888 | 861 | 835 | 761 | 707 | 701 | 580 | 570 | 539 | 541 | 896 | 854 | 775 | 755 |
| Para los censos de 1962 a 1999 la población legal corresponde a la población sin duplicidades (Fuente: INSEE [Consultar]) |       |       |       |       |       |       |       |      |      |       |       |       |       |       |       |     |     |     |     |     |     |     |     |     |     |     |     |     |     |     |     |

Es la comuna más poblada del cantón. Incluye tres comunes associées: Mainbresson (149 habitantes de 1999), Mainbressy (102) y La Hardoye (76).

## Lugares y monumentos
- Iglesia fortificada.